# Breilly

Breilly este o comună în departamentul Somme, Franța. În 1 ianuarie 2022 avea o populație de 724 de locuitori.